# Argyrodes cognatus
Argyrodes cognatus là một loài nhện trong họ Theridiidae.
Loài này thuộc chi Argyrodes. Argyrodes cognatus được John Blackwall miêu tả năm 1877.